# Ectemnius
Ectemnius is een geslacht van graafwespen (Crabronidae). De wetenschappelijke naam is gepubliceerd in 1845 door Anders Gustaf Dahlbom, oorspronkelijk als ondergeslacht van Crabro.
Er zijn wereldwijd meer dan 180 soorten beschreven in dit geslacht. De wespen maken nesten in rottend of dood hout, droge plantenstengels of in de grond. Een nest bestaat uit meerdere cellen, waar ze volwassen vliegen (Diptera) naartoe brengen. De wesp legt een eitje op een vlieg, die dient als voedselvoorraad voor de larve. Van een aantal soorten (waaronder Ectemnius cavifrons, Ectemnius confinis en Ectemnius sexcinctus) is bekend dat ze zweefvliegen als prooi hebben.

## Soorten
- E. borealis (Zetterstedt, 1838)
- E. cavifrons (Thomson, 1870)
- E. cephalotes Latreille, 1802
- E. confinis (Walker, 1871)
- E. continuus (Fabricius, 1804)
- E. crassicornis (Spinola, 1808)
- E. curictensis (Mader, 1940)
- E. dives (Lepeletier & Brullé, 1835)
- E. fossorius (Linnaeus, 1758)
- E. guttatus (Vander Linden, 1829)
- E. hispanicus (Kohl, 1915)
- E. hypsae (De Stefani, 1894)
- E. kriechbaumeri (Kohl, 1879)
- E. lapidarius (Panzer, 1804)
- E. lituratus (Panzer, 1804)
- E. massiliensis (Kohl, 1883)
- E. meridionalis (A. Costa, 1871)
- E. nigritarsus (Herrich-Schäffer, 1841)
- E. palamosi Leclerc, 1964
- E. rubicola (Dufour & Perris, 1840)
- E. ruficornis (Zetterstedt, 1838)
- E. rugifer (Dahlbom, 1845)
- E. schlettereri (Kohl, 1888)
- E. sexcinctus (Fabricius, 1775)
- E. spinipes (A. Morawitz, 1866)
- E. walteri (Kohl, 1899)